# سیچی هایاشی
سیچی هایاشی (انگلیسی: Seiichi Hayashi; ۷ مارس ۱۹۴۵ – ) مانگاکا، تصویرگر، پویانما، و کارگردان فیلم اهل ژاپن بود. وی از سال ۱۹۶۲ میلادی تاکنون مشغول فعالیت بوده‌است.